# عقاب‌های سفید
عقاب‌های سفید (صربی: Бели орлови, Beli orlovi) یک گروه شبه‌نظامی صرب و هم‌سو با حزب رادیکال صربی بود که در سال ۱۹۹۱ تشکیل شد.این گروه در جریان جنگ‌های یوگسلاو در کرواسی و بوسنی و هرزگوین می‌جنگید.
این گروه توسط دادگاه بین‌المللی کیفری یوگسلاوی سابق به انجام جنایت و پاکسازی قومی در جریان جنگ استقلال کرواسی و جنگ بوسنی متهم شد؛از جمله:کشتار ووچین و کشتارهای ویشه‌گراد.برخی از اعضای این گروه نیز در این دادگاه محاکمه شدند.